# Anianus (référendaire)
Pour les articles homonymes, voir Anianus.
Anianus est un noble gallo-romain qui fut référendaire ou chancelier du roi visigoth Alaric II. Il était chargé de certifier en y apposant sa signature les exemplaires du recueil de lois publié par ce prince en 506, à Aire en Gascogne, ce qui a fait supposer à tort qu'il en était l'auteur.

## Source
Cet article comprend des extraits du Dictionnaire Bouillet. Il est possible de supprimer cette indication, si le texte reflète le savoir actuel sur ce thème, si les sources sont citées, s'il satisfait aux exigences linguistiques actuelles et s'il ne contient pas de propos qui vont à l'encontre des règles de neutralité de Wikipédia.